# Samantha Sloyan
Samantha Sloyan est une actrice américaine née le 24 mars 1979 à Los Angeles. Elle est principalement connue pour ses rôles dans la série Scandal et Grey's Anatomy (elle y joue le rôle du Dr. Penelope « Penny » Blake, résident en chirurgie).

## Biographie
Samantha Sloyan est née le 24 mars 1979 dans le Comté de Los Angeles. Elle est la fille de l'acteur américain James Sloyan et de l'actrice Deirdre Lenihan. Elle a un frère, Dan Sloyan.

## Carrière
Elle fait sa première apparition en 2003 dans le film indépendant My Life With Morrissey d'Andrew Overtoom
En 2006, elle obtient un rôle plus important dans Shamelove de Matt McUsic.
En 2009, elle produit et joue dans le court métrage Plus One et commence sa carrière à la télévision dans un épisode de The Beast et Forgotten.
En 2012, elle décroche un rôle récurrent dans Scandal. À la suite de ça, elle apparaît en 2014 dans plusieurs séries Castle, Parks and Recreation, Hawaii 5-0 et Rizzoli and Isles
En 2015, elle retrouve Shonda Rhimes, qui lui offre le rôle du Dr. Penelope « Penny » Blake dans Grey's Anatomy, jusqu'à l'année suivante.
Toujours en 2016, elle entame sa collaboration avec Mike Flanagan qui la fait tourner dans le film Pas un bruit. Ce dernier lui offre ensuite des rôles dans les séries The Haunting of Hill House (2018), Sermons de minuit (2021) et The Midnight Club (2022).

## Filmographie

### Cinéma

#### Longs métrages
- 2003 : My Life With Morrissey d'Andrew Overtoom : Une fleuriste
- 2005 : 3 Wise Women de Scott Somerndike : Une serveuse
- 2006 : Shamelove de Matt McUsic : Julie
- 2009 : Autodoc de Jonathan Whittle-Utter : Emmy Hennings
- 2011 : In the Key of Eli de Phil Scarpaci : Megs
- 2012 : Tape 407de Dale Fabrigar et Everette Wallin : Lois
- 2016 : Pas un bruit (Hush) de Mike Flanagan : Sarah
- 2016 : Losing in Love de Martin Papazian : Dr. Barton
- 2016 : Fantastic d'Offer Egozy : Michelle
- 2019 : Miss Virginia de R.J. Daniel Hanna : Mlle Watson
- 2024 : The Life of Chuck de Mike Flanagan : Miss Rohrbacher

#### Courts métrages
- 2005 : No Shoulder de Suzi Yoonessi : Bobbie
- 2009 : Plus One d'Adrian Selkowitz et Jared Varava : Lindsay
- 2013 : Do You Have a Cat ? de Jason Sax : Marissa
- 2016 : Cat Killer de Jeff Dorer : La mère
- 2017 : I'm Not Here de Matt McGee : Jaime
- 2019 : Pappy Hour de Nell Teare : Jean Mulligan
- 2022 : Love You, Mama d'Alexandra Magistro : Lee

### Télévision

#### Séries télévisées
- 2009 : The Beast : Grace Morton
- 2009 : Forgotten : Une infirmière
- 2010 : Los Angeles, police judiciaire (Law and Order : Los Angeles) : Rachel Forester
- 2010 : Private Practice : Une Infirmière aux urgences
- 2011 : The Cape : Une reporter de télévision
- 2011 : NCIS : Enquêtes spéciales (NCIS) : Emily Goodwin
- 2012 - 2014 : Scandal : Jeannine Locke
- 2013 : The Fosters : Une médecin aux urgences
- 2014 : Castle : Pam Clark
- 2014 : Parks and Recreation : Erica
- 2014 : Hawaii 5-0 : Sarah Richmond
- 2014 : Rizzoli and Isles : Alex Ruebens
- 2014 : Futurestates : Lisa
- 2015 : Esprits Criminels (Criminal Minds) : Tracy Senarak
- 2015 - 2016 : Grey's Anatomy : Dr. Penelope « Penny » Blake
- 2017 : Good Doctor (The Good Doctor) : Mme Galliconi
- 2017 : Maggie : Dr White
- 2018 : The Haunting of Hill House : Leigh Crain
- 2018 : Here and Now : Une policière
- 2018 - 2019 : SEAL Team : Victoria Seaver
- 2019 : Animal Kingdom : Jennifer
- 2019 : The Rookie : Le Flic de Los Angeles (The Rookie) : Alice Sheldon
- 2019 : Truth Be Told : Le Poison de la vérité (Truth Be Told) : Sharon Dostikas
- 2019 : Proven Innocent : Gabrielle Parcell
- 2020 : Helstrom : Jolene Spivey
- 2021 : Sermons de minuit (Midnight Mass) : Bev Kean
- 2022 : The Midnight Club : Sashta
- 2023 : La Chute de la maison Usher (The Fall of the House of Usher) : Tamerlane Usher
- 2026 : Carrie : Margaret White

#### Téléfilm
- 2015 : Un mari suspect : L'Affaire Beresford-Redman (Murder in Mexico - The Bruce Beresford-Redman Stoy) de Mark Gantt : Gretchen

### En tant que productrice
- 2009 : Plus One